# Whose Child Is This? The War for Baby Jessica
Whose Child Is This? The War for Baby Jessica (titulado: Dos padres para Jessica o Guerra por la pequeña Jessica en España) es un telefilme estadounidense de drama de 1993, dirigido por John Kent Harrison, escrito por Jacqueline Feather y David Seidler, está basado en un artículo de Lucinda Franks, musicalizado por Lawrence Shragge, los protagonistas son Susan Dey, Michael Ontkean y Amanda Plummer, entre otros. Este largometraje fue producido por Orange Productions (II), Sofronski Productions y Western International Communications Ltd.; se estrenó el 26 de septiembre de 1993.

## Sinopsis
Trata acerca de una agitada pelea por la custodia de una niña entre sus padres biológicos y los adoptivos. Está basado en una historia real.